# バンコマイシンヘテロ耐性黄色ブドウ球菌
バンコマイシン-ヘテロ耐性-黄色ブドウ球菌（ヘテロVISA)とは、ヘテロ耐性を獲得したバンコマイシン耐性黄色ブドウ球菌（VISA）。
ヘテロVISAを理解するには、ヘテロ耐性の理解が必要である。
- ヘテロ耐性とは、同一細胞集団内に感受性の異なった個々の細胞が存在すること意味する。
- 多くが、大多数の感性細胞とごく少数の耐性細胞が混在している。

この状態をヘテロ耐性と呼ぶ。

## 概要
たとえば、キノロン薬であれば106個に1個が自然変異によって耐性を獲得すると言われている。この106個に1個の細胞が耐性化した状態もヘテロ耐性である。このような変異が積み重なれば耐性細胞の含有率は高まるが、一般的に耐性化すると増殖は弱くなるため自然淘汰されると考えられる。しかし、抗菌薬が存在すれば、逆に増殖の弱い耐性細胞のみが生き残り（抗菌薬プレッシャー）、細胞集団全体が耐性細胞に置き換わってしまう。これが抗菌薬による耐性菌の選択になる。
つまり、耐性菌が出現する場合は必ずヘテロ耐性の段階を経由している。これは、外来の耐性遺伝子を獲得して耐性化する場合も同じである。106個の細胞があって、同時に全ての細胞に耐性遺伝子が入るなどあり得ない。やはり、少数の細胞に耐性遺伝子が入り込んで、それが有意に増加して耐性菌になると考えられる。
当然、VISA株が存在すればヘテロVISA株が存在する。さすがに、今となってはVISA株の存在に対する否定はなりを潜めたが、ヘテロVISAへの否定はまだ続いているのが現状である。
しかし、日本の一部の細菌学者が躍起になって否定しても、全世界上から学会や論文として報告されている実は隠しようがない。事実、2007年のICAACや2009年のICCではヘテロVISAに対するシンポジウムまで開催され、ヘテロVISAに対するバンコマイシン(VCM)の臨床効果の低さ、ヘテロVISAの検出法が真剣に検討されている。
でな何故、日本で最初に発見・報告されたヘテロVISAが日本で研究できないのか？　それはヘテロVISAの定義とヘテロVISAを否定する軽率な学者に起因している。ヘテロVISAは1997年のLancetで定義された。それは106個に1個以上の頻度でVISA細胞を含有する細胞集団であること、VISA細胞（コロニー）のVISAのMIC値を有すこと、さらに薬剤フリーの培地上で9日間以上にわたって安定な耐性を有すことが記載されている。しかし、この定義を使っている研究者はほとんどいない。何故ならヘテロ耐性はヘテロ耐性であり、これを定義して研究の幅を狭める必要はない。
また、ヘテロVISAの否定派はヘテロVISAの検出培地に異論を唱えている。ヘテロVISAの検出培地は4μg/mLのVCM含有BHI-agarである。この培地を用いると栄養がリッチなためVCM感性の細胞も検出されてしまうという理由が根拠になっている。また、その時の接収菌量も多すぎるため、擬陽性として検出しているのみであり、実際には存在しない耐性と結論付けている。しかし、このような真の世界的研究とはかけ離れた結論のために日本はこの分野では後進国になり下がっている。それは次のLancetの論文に如実に表れている（Where has vancomycin heterogeneously resistant Staphylococcus aureus gone?　反論としてseek and ye shall find）。
CDCとCLSIはヘテロVISAの検出培地として6μg/mLのVCM含有BHI-agarを、E-testを用いる場合は10倍の接収菌量を推奨している。さらに、ヘテロVISAの検出を高めるためにVCMの感受性基準を低くしたとまで明確に言い切っている。
ヘテロVISAの否定派は少なくともMRSAの専門家ではない。彼らはβ-ラクタマーゼやフェロモンの専門家であってMRSAやVCMを専門に研究していない。当然、基礎研究にのみであり、そこに患者は存在していない。従ってVCMの治療効果の経年的低下を実感できていないことに大きな問題がある。さらに、耐性遺伝子が検出できなければ耐性菌とは言えないと、耐性菌に対する定義が医療従事者とは明らかに異なっている。臨床に関わる耐性菌の定義は遺伝子ではない。通常投与量で効いていた抗菌薬が効かなくなった臨床効果にほかならない。